# Galerucella calmariensis
Galerucella calmariensis là một loài bọ cánh cứng trong họ Chrysomelidae. Loài này được Linnaeus mô tả khoa học năm 1767.

## Hình ảnh

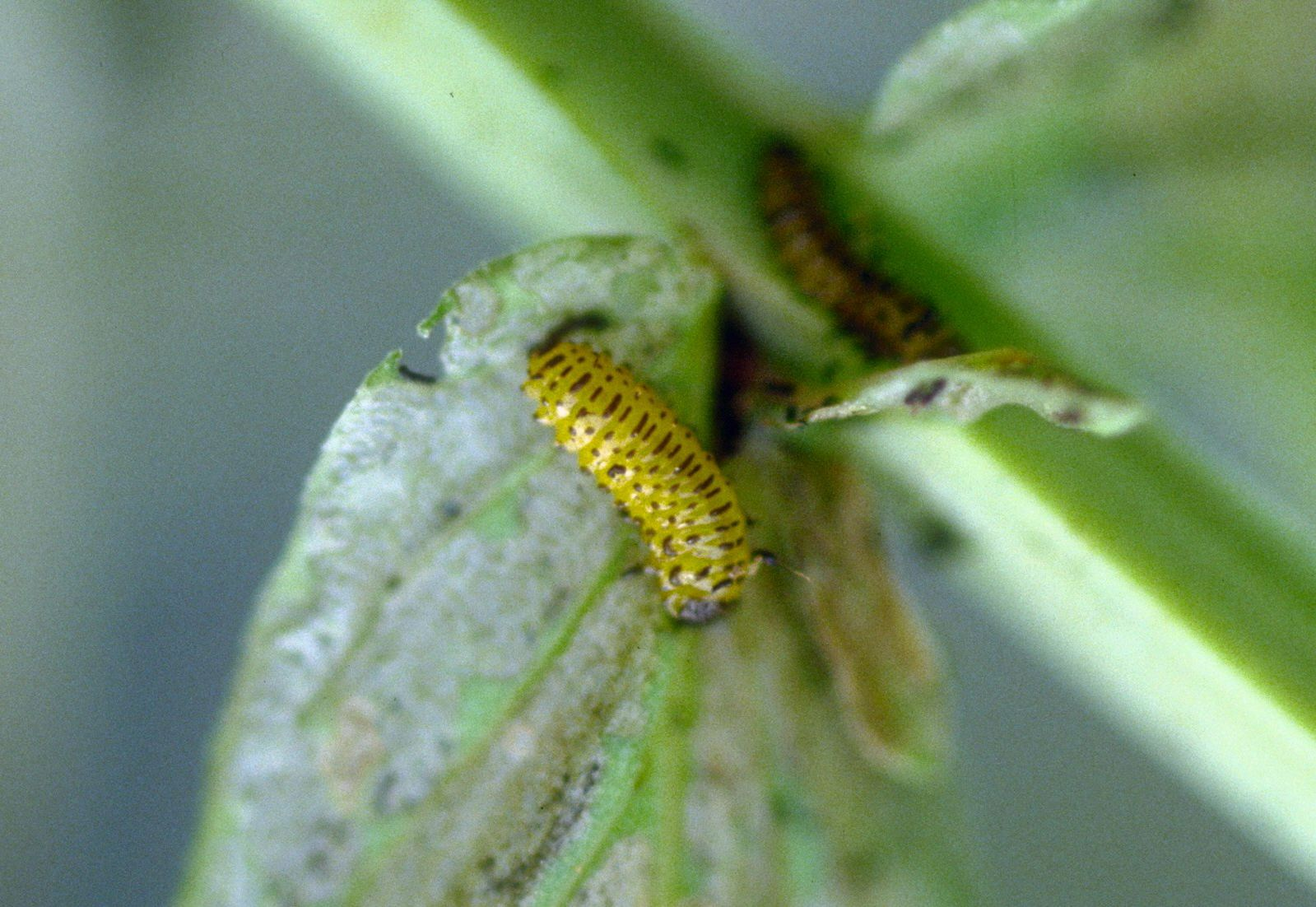